# Jungermannia hookeri
Jungermannia hookeri là một loài Rêu trong họ Jungermanniaceae. Loài này được Sm. mô tả khoa học đầu tiên năm 1814.